# Maughold Head
Maughold Head (manx Kione Maghal) - przylądek położony na najbardziej na wschód położonej części Wyspy Man.  Jest najbliżej od Anglii położonym punktem na wyspie. Oddalony jest około 5 kilometrów od Ramsey. W odległości niecałego kilometra na zachód znajduje się wioska Maughold.
W 1914 roku  uruchomiono na nim latarnię morska Maughold Head.